# Piet Kowcz
Piet Kowcz (Steyl, 6 november 1948) is een voormalig Nederlands voetballer die als doelman tijdens zijn profloopbaan uitsluitend voor FC VVV uitkwam.

## Spelersloopbaan
Kowcz begon zijn voetbalcarrière bij amateurclub FCV en werd in 1966 door FC VVV aangetrokken als derde keeper achter Frans Swinkels en Piet Schroemges. Op 8 oktober 1967 maakte hij vanwege blessures van zowel Swinkels als Schroemges als 18-jarige zijn competitiedebuut namens de Venlose eerstedivisionist in een uitwedstrijd bij Eindhoven (3-2 verlies). Na het vertrek van Schroemges moest hij samen met Ed Derix gaan uitmaken wie tweede keus zou worden achter Frans Swinkels die aan zijn laatste profseizoen begon. Kowcz stond in het seizoen 1968-69 elf keer onder de lat bij FC VVV, maar kon evenals zijn concurrent Derix niet overtuigen. Voor aanvang van het seizoen 1969-70 trok de nieuwe VVV-trainer Theo Breukers liefst twee nieuwe keepers aan, Mat Teeuwen en Leo Vervoort, zodat Kowcz nu tot vierde keus werd gedegradeerd. Na vier jaar nam hij in 1970 afscheid van het betaald voetbal.

## Profstatistieken
| Seizoen         | Club            | Competitie      | Competitie | Competitie | Beker | Beker | Overige | Overige | Totaal | Totaal |
| Seizoen         | Club            | Competitie      | Wed.       | Dlp.       | Wed.  | Dlp.  | Wed.    | Dlp.    | Wed.   | Dlp.   |
| --------------- | --------------- | --------------- | ---------- | ---------- | ----- | ----- | ------- | ------- | ------ | ------ |
| 1966/67         | FC VVV          | Tweede divisie  | 0          | 0          | —     | —     | —       | —       | 0      | 0      |
| 1967/68         | FC VVV          | Eerste divisie  | 1          | 0          | 0     | 0     | 0       | 0       | 1      | 0      |
| 1968/69         | FC VVV          | Tweede divisie  | 11         | 0          | 0     | 0     | —       | —       | 11     | 0      |
| 1969/70         | FC VVV          | Tweede divisie  | 0          | 0          | 0     | 0     | —       | —       | 0      | 0      |
| Carrière totaal | Carrière totaal | Carrière totaal | 3          | 0          | 1     | 0     | 0       | 0       | 4      | 0      |